# Hoche (metropolitana di Parigi)
Hoche è una stazione della metropolitana di Parigi sulla linea 5, sita nel comune di Pantin.

## La stazione
La stazione venne inaugurata nel 1942 e porta il nome del generale Lazare Hoche (1768-1797) che all'età di 25 anni, al comando dell'armata della Mosella, respinse gli austriaci a Wœrth, liberando Landau e l'Alsazia. Sul marciapiede in direzione Bobigny è posto un busto del generale Hoche e delle immagini illustranti la sua vita.

## Interconnessioni
- Bus RATP – 170, 330, 684
- Noctilien – N13, N41, N45